# 이승기 (축구 선수)
이승기(李承琪, 1988년 6월 2일 ~ )는 대한민국의 축구 선수 였으면 으며, 포지션은 미드필더였다.

## 클럽 경력
- 이승기는 광주광역시 출신으로, 광양중학교와 금호고등학교를 졸업하였다.[1]
- 울산대학교 진학 후에는 주장으로 활약하며 전국 대학 축구대회에서 6경기 11골을 넣으며 득점왕에 오르기도 하였다.[2]
- 울산대학교를 졸업한 후 이승기는 K리그 드래프트를 통해 고향 팀 광주에 입단하게 되었다.[3]
- 시즌 전 상무와의 연습 경기에서 부상을 당해[2] K리그 개막 후 약 한 달 후인 2011년 4월 6일에서야 부산 아이파크와의 리그컵 경기에서 데뷔.[4]
- 3일 후 4월 9일 상무와의 경기에서 K리그 데뷔전을 치렀다.[5] 그리고 약 한 달 만인 5월 1일 대전 시티즌 전에서 데뷔 골을 터뜨림[6]
- 그는 K리그에서 25경기 출장 8골 2도움을 기록하며 2011년 K리그 신인상을 수상.
- 시즌 종료 후 강등된 광주 FC를 떠나 전북 현대 모터스로 이적했다.
- 전북에서의 첫 시즌인 2013 시즌 주전으로 출전하며 8월 말까지 리그 21경기에 출전하여 5골을 기록하였으나 부상으로 약 1달 간 결장하였고, 부상 회복한지 얼마 되지 않아 10월 9일 울산 현대와의 경기에서 또다시 부상을 당해 시즌을 마감하였다.
- 2014 시즌에도 잔부상을 겪었지만 26경기에 출전하여 5골 10도움을 기록하며 2014 K리그 클래식 도움왕에 오름과 동시에 베스트 11에 선정되었다. 시즌 종료 후 병역 의무 이행을 위해 상주 상무에 입단하였다. 2016년 9월 14일 상주 상무에서 군복무를 마치고 전역하였고, 전북 현대 모터스로 복귀하였다.
- 2017년 9월 10일 전주월드컵경기장에서 열린 2017 KEB하나은행 K리그 클래식 28라운드 홈경기에서 전북의 공격수로 선발출전해 전반 14분과 19분, 21분에 잇달아 연속골을 넣었고, 7분 만에 해트트릭을 달성한 것으로, K리그 사상 최단시간 해트트릭 기록이다.
- 2023 시즌 중 부산 아이파크로 이적하였다.

## 국가대표 경력
- 2011년 9월 26일, 폴란드와 아랍에미리트 전을 앞두고 성인 국가대표에 처음으로 발탁되었다.[7]
- 그 뒤 2011년 11월 15일 레바논 전에서 대한민국 국가대표로 선발출장하여, 대한민국 축구 국가대표팀으로 A매치에 선발 출장한 첫 번째 광주 FC의 선수가 되었다.[8]
- 2018년 1월 15일 터키 전지훈련을 앞두고 4년 만에 태극마크를 다시 달게 되었다.

## 수상 경력

### 클럽
전북 현대 모터스
- K리그1 우승 6회 (2014, 2017, 2018, 2019, 2020, 2021)
- FA컵 우승 2회 (2020, 2022)

 상주 상무
- K리그 챌린지 우승 1회 (2015)

### 개인
- FA컵 최우수 선수상 : 2020
- K리그 클래식 베스트 11 : 2017
- K리그 클래식 도움왕 : 2014
- K리그 신인상 : 2011
- 전국대학축구대회 득점왕 : 2010
- 한국축구대상 고등부 MVP : 2006